# Рејкјавик (регион)
64° 08′ 00″ N 21° 56′ 00″ W / 64.13333° С; 21.93333° З
Регион Рејкјавик (исл. Höfuðborgarsvæðið - „Округ главног града“) је један од осам региона Исланда. Налази се у југозападном делу државе. Захвата површину од 1.062 км² и има око 200.000 становника, што је 60% укупног становништва Исланда.

## Подела
Регион Рејкјавик се састоји из осам општина: Рејкјавик, Коупавогир, Хабнафјордир, Гардабер, Мосфедлбер, Селтјарнарес, Ауфтанес и Кјоусархрепур.